# David Jenkins (calciatore)
David John Jenkins (Bristol, 2 settembre 1946) è un ex calciatore inglese, di ruolo attaccante.

## Caratteristiche tecniche
Era un'ala destra.

## Carriera
Dal 1963 al 1966 gioca nelle giovanili dell'Arsenal, con cui nel settembre del 1966 esordisce in prima squadra, in una partita di Coppa di Lega contro il Gillingham; nel corso della stagione gioca però solamente un'altra partita ufficiale, nuovamente in Coppa di Lega, nella quale mette peraltro a segno il suo primo gol in carriera tra i professionisti. L'anno seguente esordisce invece in campionato, giocandovi 3 partite, a cui aggiunge anche 2 presenze ed una rete in FA Cup e 2 presenze ed una rete in Coppa di Lega, competizione nella quale peraltro gioca anche da titolare nella finale persa per 1-0 contro il Leeds Utd, nella quale, a causa di un infortunio, viene sostituito a partita iniziata dal compagno di squadra Terry Neill. Nella stagione 1968-1969 inizia a giocare con maggior continuità con i Gunners, realizzando 3 reti in 2 presenze in Coppa di Lega e 3 reti in 14 presenze in campionato, tanto che a stagione in corso il Tottenham lo acquista in uno scambio con Jimmy Robertson: nella seconda parte di stagione Jenkins continua a giocare con buona continuità con gli Spurs, realizzando 2 reti in ulteriori 11 presenze in prima divisione (per un totale stagionale di 25 presenze e 5 reti in campionato) e 3 presenze in FA Cup. Continua a giocare nel Tottenham fino al termine della stagione 1971-1972, totalizzando però solamente 3 partite in 3 anni (tutte in campionato nella stagione 1969-1970).
Nell'estate del 1972 si trasferisce al Brentford, club di terza divisione, con cui realizza una rete in 18 partite di campionato per poi, nel marzo del 1978, passare in prestito all'Hereford Utd, con cui conclude la stagione mettendo a segno 2 reti in 10 presenze in quarta divisione; a fine stagione viene poi acquistato a titolo definitivo dall'Hereford United, con cui l'anno seguente gioca ulteriori 10 partite in terza divisione. Nella stagione 1974-1975 viene ingaggiato dallo Shrewsbury Town, club militante nel campionato di Fourth Division: dopo una rete in sole 2 presenze va però a giocare in Sudafrica al Durban City. Dopo pochi mesi fa comunque ritorno in patria per giocare nel Workington, con cui nella stagione 1975-1976 gioca 6 partite in Fourth Division, campionato che il club termina all'ultimo posto in classifica. Negli anni seguenti gioca poi in vari club a livello semiprofessionistico.

## Palmarès

### Club

#### Competizioni nazionali
- Coppa di Lega inglese: 1

Tottenham: 1970-1971

#### Competizioni internazionali
- Coppa UEFA: 1

Tottenham: 1971-1972
- Coppa di Lega Italo-Inglese: 1

Tottenham: 1971